# کرنتا
کرنتا (به صربی: Krenta) یک منطقهٔ مسکونی در صربستان است که در کنگاژواتس واقع شده‌است. کرنتا ۱۳۷ نفر جمعیت دارد.